# Blågrå kägelnäbb
Blågrå kägelnäbb (Conirostrum bicolor) är en fågel i familjen tangaror inom ordningen tättingar.

## Utseende och läte
Blågrå kägelnäbb är en liten tangara (11,4 cm) med tunn nedåtböjd näbb och matt blågrå fjäderdräkt. Nominatformen är blågrå ovan och smutsigt ljust beigegrå undertill, ljusast på strupen och bakdelarna. Ögat är orangerött till mörkrött. Underarten minus är något mindre och uppvisar en rostfärgad ton på örontäckare och undersida, framför allt undre stjärttäckarna. Arten är mycket lik pärlemorkägelnäbben, men denna saknar den beigefärgade anstrykningen undertill och är något ljusare ovan.
Sången består av en varierande och komplex serie med gnissliga och ljusa fraser som upprepas något ryckigt och stammande. Den är alltid långsammare och kortare än pärlemorkägelnäbbens sång. Bland lätena under födosöket hörs ljusa "tsiik".

## Utbredning och systematik
Blågrå kägelnäbb delas in i två underarter med följande utbredning:
- C. b. bicolor – förekommer kustnära från norra Colombia till Guyanaregionen, Trinidad och norra Brasilien
- C. b. minus – förekommer i tropiska områden från östra Ecuador till nordostligaste Peru (Loreto) och västra Brasilien

### Familjetillhörighet
Kägelnäbbarna har tidigare placerats i familjen skogssångare.. Genetiska studier visar dock att de är en del av tangarorna.

## Status
Arten tros minska till följd av avskogningen i Amazonområdet, så pass att internationella naturvårdsunionen IUCN listar den som nära hotad.